# Pattie Boyd
Pattie Boyd, Patricia Anne Boyd (Taunton, Somerset, 1944. március 17. –) angol modell, fotós és író. Ő volt az első felesége mind George Harrisonnak, mind Eric Claptonnak. 2007-ben publikálta önéletrajzát Wonderful Tonight címmel. A Harrisonról és Claptonról készült fotóiból a világ számos nagyvárosában rendeztek kiállítást.

## Korai évek
Pattie Angliában született, ám családja hamar Skóciába költözött. Amikor 1948-ban apja leszerelt a brit Királyi Légierőtől, Kenyában telepedtek le 1953-ig. Szülei közben 1952-ben elváltak. Anyja újra férjhez ment, s ekkor tértek vissza Angliába. Pattie Putney-ben, East Grinstead-ben, majd Hadley Wood-ban járt iskolába. 1962-ben Londonba ment, ahol az Elizabeth Arden szalonban a kliensek haját mosta. Egyszer az egyik ügyfél, aki egy divatlapnak dolgozott, arra biztatta, hogy kezdjen modellként dolgozni.

## Karrierje
Pattie modell karrierje 1962-ben kezdődött. Modellként dolgozott Londonban, Párizsban és New Yorkban. Fotósai David Bailey és Terence Donovan voltak, fotója megjelent a Vogue divatlap címoldalán az Egyesült Királyságban és Olaszországban is, más sztármodellekkel együtt, pl. Twiggy. Hazai és külföldi magazinok és tévéreklámok keresték és foglalkoztatták folyamatosan.

## Pattie és George
Pattie részt vett a The Beatles első filmjének, az A Hard Day's Night-nak a castingján, majd szerepet is kapott a filmben, ott találkozott Harrisonnal. Pattie a fiú első randikérését még visszautasította, mert egy fotóssal járt, ám azzal összeveszve az újabb forgatási napon már elfogadta George udvarlását. Olyan elegáns klubba mentek randizni (Garrick Club), hogy a Beatles menedzsere jobbnak látta felügyelni őket, és velük ment. 
Pattie 1965-ben megismerkedett a kábítószerrel is. John Riley-nél voltak John Lennon és Cynthia Lennonnal együtt vendégségben, amikor a házigazda titokban a kávéba LSD-t csempészett. Ennek hatására Pattie kirakatot akart betörni, és a liftben az a képzete támadt, hogy tűz van.
1965 decemberében Pattie és George eljegyezték egymást, 1966 januárjában már össze is házasodtak. A mézesheteket Barbadoson töltötték. Szeptemberben Pattie elkísérte George-ot Indiába, ahol a világhírű szitárművészt, Ravi Shankart látogatta meg. A következő évben szerepelt a nemzetközi média Our World műsorában, ahol elhangzott az All You Need Is Love. 1967 augusztusában ő ösztönözte a Beatles tagjait, hogy a Nagy-Britanniában előadásokat tartó indiai csodajógival, Maharisi Mahes jógi-val megismerkedjenek. Ennek eredményeképpen 1968 februárjában az egész csapat Indiába utazott a jógihoz, Pattie is velük tartott.
1973-ban házasságuk válságba jutott, és Pattie viszonyt kezdett a gitáros Ronnie Wooddal. 1974-től külön éltek, a válásukat 1977. június 9-én mondták ki. Pattie elmondta, hogy válásuk legfőbb oka George ismétlődő hűtlensége volt. Az utolsó csepp a pohárban az volt, amikor George Ringo Starr feleségével, Maureen Starkey Tigrettel csalta meg. Ehhez járult még az alkohol és a kábítószer, amitől – ahogy Pattie mondta – George elhidegült tőle, a szíve megkeményedett.

## Házassága Claptonnal
A 60-as évek végén Harrison és Clapton közeli barátok lettek, együtt írtak zenét, vettek fel számokat. Ez időben lett Clapton szerelmes Pattie-be. Az 1970-es, Jim Gordonnal közösen írt világsikerű Layla című dala is a Pattie iránt érzett szerelméről szól. Amikor Pattie visszautasította a férfi közeledését, Clapton súlyos heroin-függőségbe esett, és három évre önkéntes száműzetésbe vonult. Pattie végül is 1979-ben feleségül ment hozzá. Házasságuk nem sokáig tartott, Pattie maga is inni kezdett és gyógyszerfüggő lett. 1984-ben elhagyta Claptont, 1988-ban el is váltak.